# Araea
Araea là một chi bướm đêm thuộc họ Noctuidae.